# Paduniella vikramasinha
Paduniella vikramasinha är en nattsländeart som beskrevs av Schmid 1958. Paduniella vikramasinha ingår i släktet Paduniella och familjen tunnelnattsländor. Inga underarter finns listade i Catalogue of Life.